# 丹伯里 (新罕布什爾州)
丹伯里（英語：Danbury）是一個位於美國新罕布什爾州梅里馬克縣的鎮。

## 人口
根據2020年美國人口普查的數據，丹伯里的面積為98.50平方千米，當中陸地面積為97.70平方千米，而水域面積為0.80平方千米。當地共有人口1250人，而人口密度為每平方千米13人。